# Niederjahna

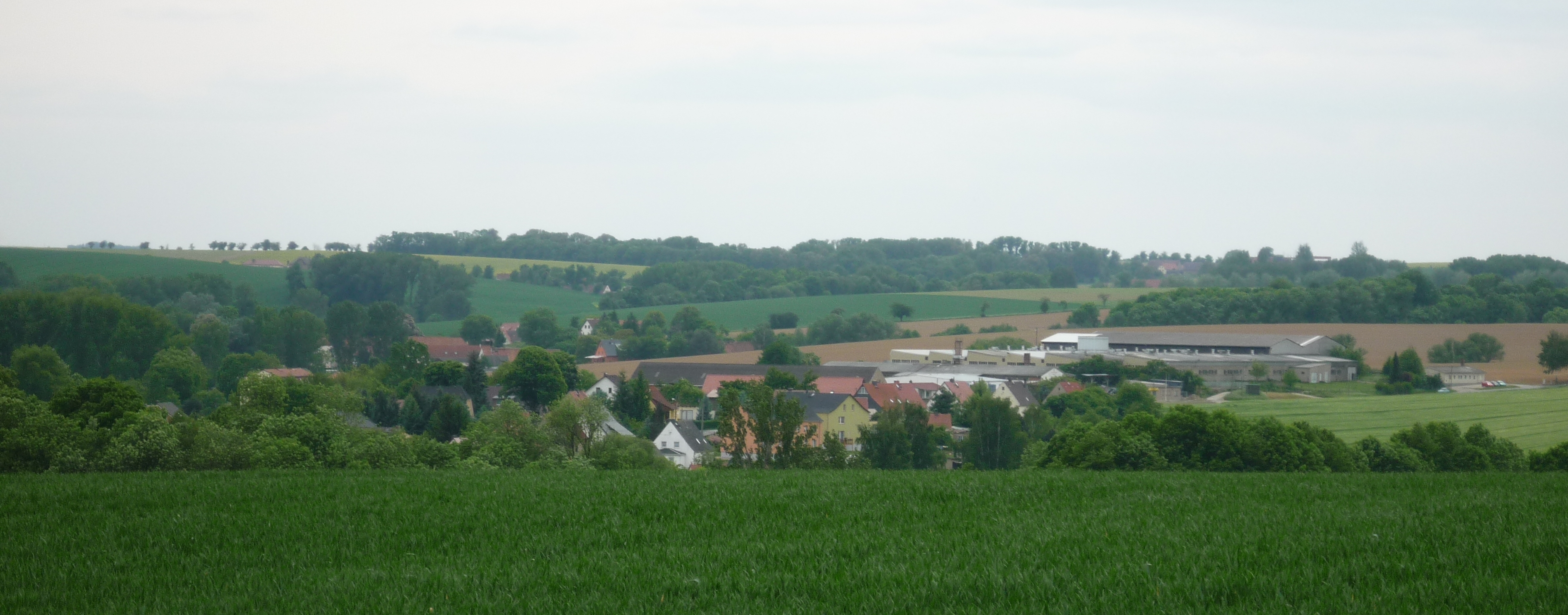
Blick auf Niederjahna

Niederjahna (auch Kleinjahna) ist ein Ortsteil der sächsischen Gemeinde Käbschütztal im Landkreis Meißen.

## Geographie
Niederjahna befindet sich an der östlichen Gemeindegrenze Käbschütztals zur Kreisstadt Meißen und ist von deren Zentrum etwa drei Kilometer entfernt. Der Ort befindet sich etwas unterhalb von 200 m ü. NN in der Lommatzscher Pflege. Durch Niederjahna fließt der Jahnabach, der an der Güldenen Aue in Keilbusch (Gemeinde Diera-Zehren) in die Elbe mündet. Er wird im Ort zu einem Teich aufgestaut. Nördlich des Ortskerns nimmt der Jahnabach den aus Sieglitz kommenden Sieglitzbach auf, südlich Niederjahnas mündet zudem der Schlettabach in den Jahnabach. Der Ort liegt an der Kreisstraße 8070 nur wenige hundert Meter westlich der Bundesstraße 101, die Meißen mit der Stadt Nossen verbindet. In Nossen besteht über die Bundesstraße Anschluss an die Bundesautobahn 14. Niederjahna ist einer der nach Einwohnern größten Ortsteile Käbschütztals, dennoch ist es bäuerlich geprägt geblieben.
Die Gemarkung des Ortes umfasst neben dem eigentlichen Kernort auch einige umgebene Flurstücke sowie große Teile des Jahnabachtales. Im Nordosten grenzt sie an Gasern sowie an Teile von Obermeisa, das vor allem östlich Niederjahnas liegt. Im Südosten schließt sich die Gemarkung Meißen an, südlich benachbart sind Schletta und Oberjahna. Im Westen hat die Gemarkung eine gemeinsame Grenze mit Neu-Mohlis und im Nordwesten mit der Gemarkung Sieglitz/Ja.-Lö. Obermeisa und die Gemarkung Meißen gehören zur Kreisstadt Meißen, alle anderen umliegenden Orte sind wie Niederjahna Teil der Gemeinde Käbschütztal.

## Geschichte

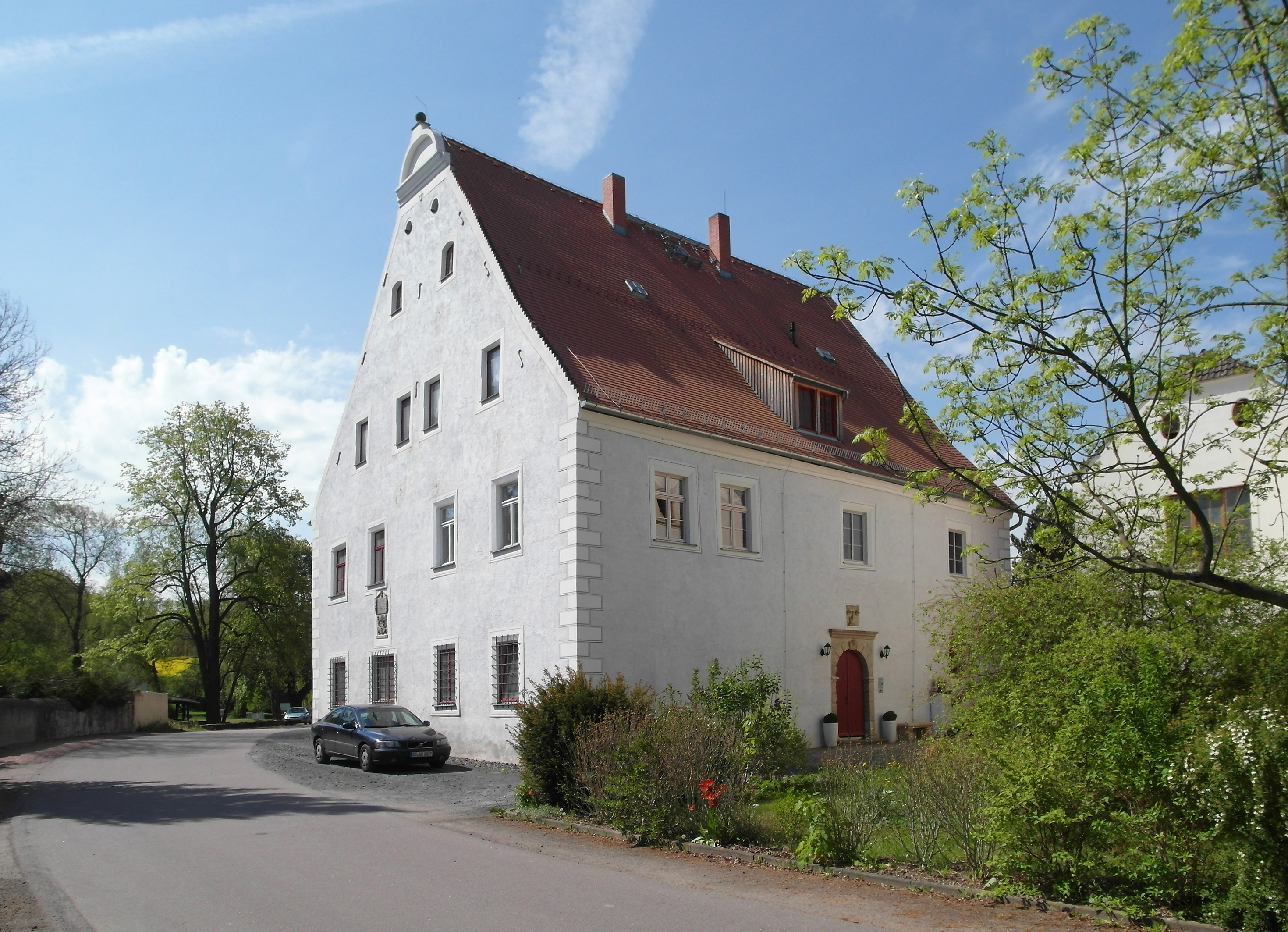
Rittergut Niederjahna, Herrenhaus

Niederjahna wird erstmals im Jahr 1205 als in utroque Kanin erwähnt. Anfang des 14. Jahrhunderts, im Jahr 1309, wurde ein mittelalterliches Vorwerk, ein allodium, genannt. Ein Rittersitz existierte vermutlich schon 1414, als Nickil Kundige von der Gane als Besitzer des Ortes überliefert ist. Nachweisbar ist das Rittergut, benannt Rittergut Jahna, seit 1551. Dieses Rittergut übte in der Frühen Neuzeit die Grundherrschaft in Niederjahna und weiteren Dörfern aus, darunter in Wurgwitz bei Dresden. Das heutige Herrenhaus wurde um 1580 durch Hans von Schleinitz (1540–1613), Herr auf Schieritz, Zehren und Jahna, errichtet. 1689 übernahm Hans Dietrich von Miltitz (1631–1697) auf Siebeneichen das überschuldete Rittergut und baute das Gutshaus um. Über die Jahrhunderte wechselten die Besitzerfamilien häufig, im 19. Jahrhundert standen die Freiherren von Ende dem Gut vor. Zuletzt gehörte es bis 1945 den Freiherren von Bischoffshausen. Nach dem amtlich publizierten Güter-Adressbuch für Sachsen Stand Sommer 1925 beinhaltete das Rittergut Niederjahna 152 ha, dazu gehörte ein Steinbruch sowie 16 ha Forsten. Letzte Gutsherrin war nach dem Genealogischen Handbuch des Adels  Margarethe Freifrau von Bischoffshausen, geborene von Heineken-Bollensdorf (1868–1952), Tochter des Hauptmann Maximillian von Heineken-Bollensdorf und der Wilhelmine Freiin von Ende-Jahna. 2010 übernahm der Kunsthistoriker Matthias Donath das Gebäude und ließ es umfassend sanieren. Dabei wurden weitere wertvolle Deckenmalereien freigelegt. Das Herrenhaus wird als Wohnhaus genutzt. Es ist zudem Sitz des „Zentrums für Kultur//Geschichte“, einer privaten Forschungseinrichtung mit Archiv und Bibliothek. Das Gutshaus von 1691 und fünf weitere Objekte stehen heute unter Denkmalschutz und damit in der Liste der Kulturdenkmale in Käbschütztal. 
Die Verwaltung kam im ausgehenden 17. Jahrhundert zum Erbamt Meißen. Später gehörte das Dorf zum Amt und Gerichtsamt dieser Stadt. Bereits 1838 erhielt Niederjahna durch die Sächsische Landgemeindeordnung Eigenständigkeit als Landgemeinde. Von der Siedlungsform ist Niederjahna eine Gutssiedlung mit Rundweiler, um die sich 1900 eine 148 Hektar große Gutsblockflur erstreckte. Sie wurde und wird heute noch vornehmlich landwirtschaftlich genutzt. Kirchlich gehörte Niederjahna nach Meißen, es war bereits im 16. Jahrhundert in das Kloster St. Afra gepfarrt und gehört heute zur dortigen Kirchgemeinde. Die kommunale Selbstständigkeit verlor das Dorf im Jahr 1926 mit Eingemeindung nach Meisatal. Die Gemeinde Meisatal war der 1921 entstandene Zusammenschluss von vier Meißner Vorstädten. Sie wurde 1928 nach Meißen eingegliedert, auch Niederjahna wurde damit Teil der Stadt. Der Nachbarort Oberjahna schloss sich am 1. November 1935 mit vier anderen Orten zu Jahna zusammen, daraufhin kam Niederjahna 1937 von Meißen mit zu dieser Gemeinde. Das Vorwerk Korbitz wurde zugleich von Schletta nach Meißen umgegliedert.
Nach dem Zweiten Weltkrieg wurde Niederjahna Teil der Sowjetischen Besatzungszone und später der DDR. In der Kreisreform 1952 kam es zur Angliederung der Orte an den Kreis Meißen im Bezirk Dresden, der im Wesentlichen aus der Amtshauptmannschaft Meißen (später Landkreis Meißen) hervorgegangen war. Die Bauern im Dorf gingen nun den Weg der Landwirtschaft in der DDR. Am 1. Januar 1969 schloss sich Jahna mit Kagen zu Jahna-Kagen zusammen, zum 1. März 1974 wurde diese Gemeinde mit Löthain zu Jahna-Löthain vereinigt.
Nach Wende und Wiedervereinigung wurde Niederjahna Teil des neugegründeten Freistaates Sachsen. In der Kreisreform 1994 wurde der Landkreis Meißen-Radebeul (ab 1996 Landkreis Meißen) aus dem alten Gebiet des Kreises Meißen und Teilen des Kreises Dresden-Land gebildet, dem der Ort bis 2008 angehörte. Ebenfalls 1994 vereinigten sich Krögis, Jahna-Löthain und Planitz-Deila zur neuen Großgemeinde Käbschütztal mit 37 Ortsteilen. Diese Gemeinde ist seit dem 1. August 2008 Teil des in der Kreisreform Sachsen 2008 aus Landkreis Meißen und Landkreis Riesa-Großenhain gebildeten dritten Landkreises Meißen.
Entwicklung der Einwohnerzahl
| Jahr | Einwohnerzahl                |
| ---- | ---------------------------- |
| 1551 | 5 besessene Mann, 5 Inwohner |
| 1764 | 2 Gärtner, 16 Häusler        |
| 1834 | 143                          |
| 1871 | 173                          |
| 1890 | 183                          |
| 1910 | 162                          |
| 1925 | 160                          |

## Zentrum für Kultur//Geschichte
Das im ehemaligen Rittergut Jahna bestehende „Zentrum für Kultur//Geschichte“ widmet sich nicht nur der Geschichte des sächsischen Adels, es konzipiert Ausstellungen, gibt Publikationen heraus, erarbeitet Museumskonzeptionen, organisiert Tagungen  und ist recherchierend tätig. Als Verlag veröffentlicht es nicht nur Bücher, sondern auch die regelmäßig erscheinenden Sächsischen Heimatblätter.